# Мулин, Валентин Михайлович
Валентин Михайлович Мулин (1885 — 21 июня 1938) — советский военный деятель, заместитель командующего войсками Северо-Кавказского военного округа, комкор.

## Биография
Родился в августе 1885 года. Русский, из семьи офицера царской армии, из дворян, член ВКП(б) с 1906. Учился в реальном училище, но не окончил оное. На аттестат зрелости сдал экстерном. В 1906 вступил в тифлисскую организацию РСДРП. Был членом райкома, а со следующего, 1907 года — членом губкома партии, отвечая за организацию военной работы. В марте 1908 во время нелегального собрания военной организации 15-го гренадёрского полка был арестован. В 1909 Кавказским окружным военным судом лишён дворянского звания и приговорён к четырём годам каторжных работ. Наказание отбывал в Метехском замке и Саратовской каторжной тюрьме. В 1913 его ссылают в Иркутскую губернию, где он пробыл до 1917. В конце марта 1917 прибывает в Петроград и вскоре становится заведующим делами газеты «Правда». После Октябрьской революции на военно-политической работе в войсках Восточного фронта РККА.
Заведующий политотделом 29-й стрелковой дивизии (19 августа 1918 — 28 января 1919), военком 29-й (28 января 1919 — 12 июля 1919), 30-й (27 июля 1919 — 30 декабря 1919) стрелковых дивизий. Член РВС 16-й (25 марта 1920 — 14 апреля 1921) и 5-й (25 сентября 1921 — 6 сентября 1922) армий. Начальник политуправления войск Сибири (апрель 1921 — 11 сентября 1921). В 1923 окончил Высшие академические курсы при Военной академии РККА и был назначен членом РВС 13-го стрелкового корпуса и командующим группой войск в Восточной Бухаре. С 1923 по 1924 член Реввоенсовета Восточно-Бухарской группы войск, руководил ликвидацией басмачества в Восточной Бухаре. С 1924 по 1931 командир 7-го стрелкового корпуса. С апреля 1931 помощник командующего Приволжским военным округом. С декабря 1935 назначается заместителем командующего Белорусским военным округом. С мая 1937 по 1938 заместитель командующего Закавказским военным округом.
Член ВЦИК, кандидат в члены ЦИК СССР. Делегат 17-го съезда ВКП(б).

## Воинские звания
- Комкор — 20.11.1935[2]

## Награды
Награждён орденом Красного Знамени РСФСР в 1924 году и орденом Красной Звезды 1-й степени Бухарской Народной Советской Республики в том же 1924 году.

## Репрессии
Арестован 5 февраля 1938. Тройкой при НКВД Грузинской ССР по обвинению в антисоветской деятельности и принадлежности к военному заговору приговорён 21 июня 1938 к ВМН и в тот же день расстрелян. Определением военного трибунала Закавказского военного округа от 12 октября 1956 реабилитирован посмертно.

## Семья
- Жена — Анна Исаевна Мулина (урождённая Рейнгольд) (1900—?), сестра обвиняемого на Первом Московском процессе И. И. Рейнгольда[3]. Приговор ОСО по обвинению как ЧСИР — 8 лет ИТЛ, прибыла в Сегежлаг 2 октября 1939 из Темлага, отправлена 1 августа 1941 — в Карлаг[4].